# شوق لك (مسلسل)
شوق لك (بالكورية: 오랫동안 당신을 기다렸습니다؛ هو مسلسل تلفزيوني كوري جنوبي، من بطولة نا إن-وو وكيم جي إيون. عرض على قناة ENA في 26 يوليو الى 7 سبتمبر 2023 ، بث في فترة ايام الأربعاء والخميس الساعة 21:00 (KST).

## القصة
يحكي المسلسل قصة محقق في الريف جين سانغ (نا إن وو) الذي يسعى للكشف عن المتورطين في مقتل شقيقه الأصغر.

## الطاقم
- نا ان وو في دور دور أوه جين سانغ[7]
- كيم جي اون في دور جو يونغ جو[7]
- كوون-يول في دور تشا يونغ وون[8]
- باي جونغ أوك في دور يو جيونغ سوك[9]
- لي كيو هان في دور بارك كي يونغ (ح1~8)[6]
- جانغ هي جين بدور هونغ يونغ هي: والدة جين سيونغ وجين وو[10]
- كيم هي-جونغ في دور بي جانغ-مي: والدة يونغ جو[11]
- تشوي بوم-هو في دور المحامي يون[4]
- جونغ سانغ-هون في دور باي مين جيو[6]
- كيم هيونج موك في دور الدكتور تشو يونج تشون[12]
- رين في دور أوه جين وو (ح1~3)[13]

## المشاهدات
| الموسم | الموسم | رقم الحلقة | رقم الحلقة | رقم الحلقة | رقم الحلقة | رقم الحلقة | رقم الحلقة | رقم الحلقة | رقم الحلقة | رقم الحلقة | رقم الحلقة | رقم الحلقة | رقم الحلقة | رقم الحلقة | رقم الحلقة | المتوسط |
| الموسم | الموسم | 1          | 2          | 3          | 4          | 5          | 6          | 7          | 8          | 9          | 10         | 11         | 12         | 13         | 14         | المتوسط |
| ------ | ------ | ---------- | ---------- | ---------- | ---------- | ---------- | ---------- | ---------- | ---------- | ---------- | ---------- | ---------- | ---------- | ---------- | ---------- | ------- |
|        | 1      | 306        | 389        | 464        | 419        | 486        | 583        | 546        | 562        | 546        | 495        | 757        | 659        | 731        | 779        | 552     |

| Ep.   | تاريخ البث    | تقييمات (نيلسن كوريا) | تقييمات (نيلسن كوريا) |
| Ep.   | تاريخ البث    | علي الصعيد الوطني     | سيئول                 |
| ----- | ------------- | --------------------- | --------------------- |
| 1     | 26 يوليو 2023 | 1.405%                | 1.350%                |
| 2     | 27 يوليو 2023 | 1.827%                | 1.818%                |
| 3     | 2 اغسطس 2023  | 2.032%                | 2.142%                |
| 4     | 3 اغسطس 2023  | 2.054%                | 2.164%                |
| 5     | 9 أغسطس 2023  | 2.412%                | 2.602%                |
| 6     | 10 أغسطس 2023 | 2.663%                | 2.750%                |
| 7     | 16 اغسطس 2023 | 2.621%                | 3.069%                |
| 8     | 17 اغسطس 2023 | 2.548%                | 2.471%                |
| 9     | 23 اغسطس 2023 | 2.778%                | 2.903%                |
| 10    | 24 اغسطس 2023 | 2.550%                | 2.736%                |
| 11    | 31 اغسطس 2023 | 3.597%                | 3.587%                |
| 12    | 1 سبتمبر 2023 | 2.978%                | 2.907%                |
| 13    | 6 سبتمبر 2023 | 3.598%                | 3.581%                |
| 14    | 7 سبتمبر 2023 | 4.114%                | 4.691%                |
| متوسط | متوسط         | 2.656%                | 2.769%                |

## الانتاج

### صناعة
في مارس 2023 ، أعلنت شركة الإنتاج سامهوا نتورك أنها وقعت عقد انتاج وتوريد مع كي تي استوديو لإنتاج المسلسل بقيمة 14.572 مليار وون (كي تي استوديو هو قسم تخطيط وانتاج المحتوى التابع لمجموعة كي تي). المسلسل من كتابة كون مين سو الذي كتب السيف والزهرة (2013)، عائلة أنيقة (2019)، واخراج هان تشول سو الذي عمل على عائلة انيقة ومرة أخرى حياتي (2021).

### التصوير
كان من المقرر أن يبدأ التصوير في النصف الثاني من عام 2022.

## روابط خارجية
- الموقع الرسمي
 (بالكورية)
- شوق لك على موقع IMDb (الإنجليزية)
- شوق لك على موقع قاعدة بيانات الفيلم (الإنجليزية)
- شوق لك على هانسينما